# Lawndale (Califórnia)
Lawndale é uma cidade localizada no estado americano da Califórnia, no Condado de Los Angeles. Foi incorporada em 28 de dezembro de 1959.

## Geografia
De acordo com o United States Census Bureau, a cidade tem uma área de 5,1 km², onde todos os 5,1 km² estão cobertos por terra.

### Localidades na vizinhança
O diagrama seguinte representa as localidades num raio de 8 km ao redor de Lawndale.

## Demografia
Segundo o censo nacional de 2010, a sua população é de 32 769 habitantes e sua densidade populacional é de 6 422,43 hab/km². Possui 10 151 residências, que resulta em uma densidade de 1 989,50 residências/km².